# Celso Maffei

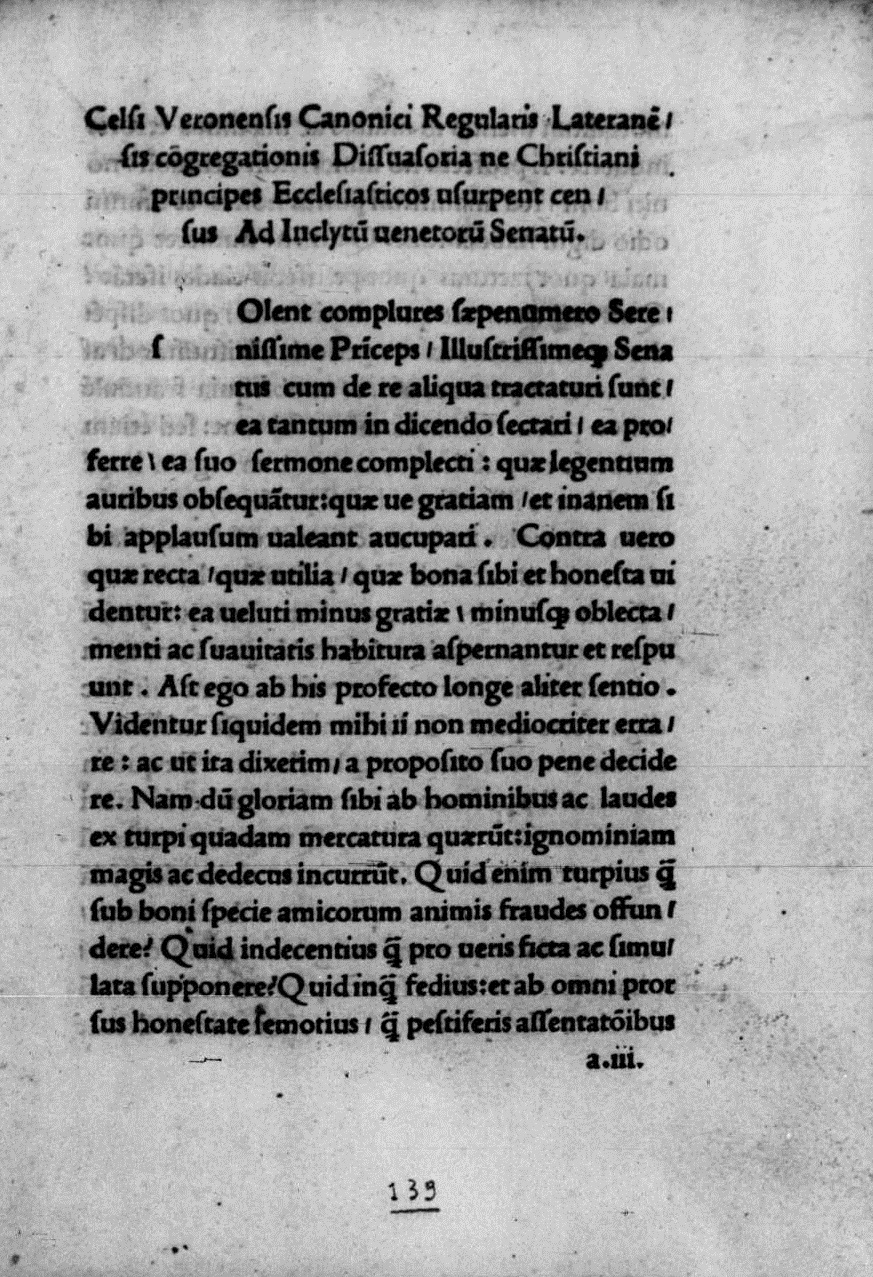
Dissuasoria ne christiani principes ecclesiasticos usurpent census, 1494

Celso Maffei (Verona, 1425 circa – Verona, 1508) è stato un letterato, religioso e bibliofilo italiano dei Canoni regolari lateranensi.

## Biografia
Nato a Verona nel 1425 circa, fu un ecclesiastico di rigidi canoni lateranensi. Scrisse diverse opere a carattere teologico e sulle controversie monastiche.
Fece raccolte di pregiati libri e codici a stampa. Queste furono acquistate da varie biblioteche venete.